# Reial Acadèmia de Belles Arts de Dinamarca
La Reial Acadèmia de Belles Arts de Dinamarca (danès: Det Kongelige Danske Kunstakademi) es va fundar el 31 de març de 1754 en forma de regal pel rei Frederic V de Dinamarca, amb motiu del seu 31è aniversari. Johann Friedrich Struensee presentà un nou model d'acadèmia.
Encara es troba a la seva seu originària, el Palau de Charlottenborg, situat a Kongens Nytorv a Copenhaguen.
L'any 2015 tenia 2.000 estudiants
Aquesta acadèmia és la més antiga i de més renom entre les d'estudis superiors a Dinamarca.
S'estudien les arts creeatives de pintura, escultura, arquitectura, grafisme, fotografia, video, etc.
Està administrada pel Ministeri de Cultura de Dinamarca.

## Institucions
- Kunstakademiets Billedkunstskoler, Escola d'Arts Visuals
- Kunstakademiets Arkitektskole, Escola d'Arquitectura
- Kunstakademiets Designskole, Escola de Disseny
- Kunstakademiets Konservatorskole, Escola de Conservació
- Det Kongelige Akademi for de Skønne Kunster

## Premis (Medalles)
- C. F. Hansen
- Thorvaldsen
- Eckersberg
- Thorvald Bindesbøll
- N. L. Høyen

## Galeria

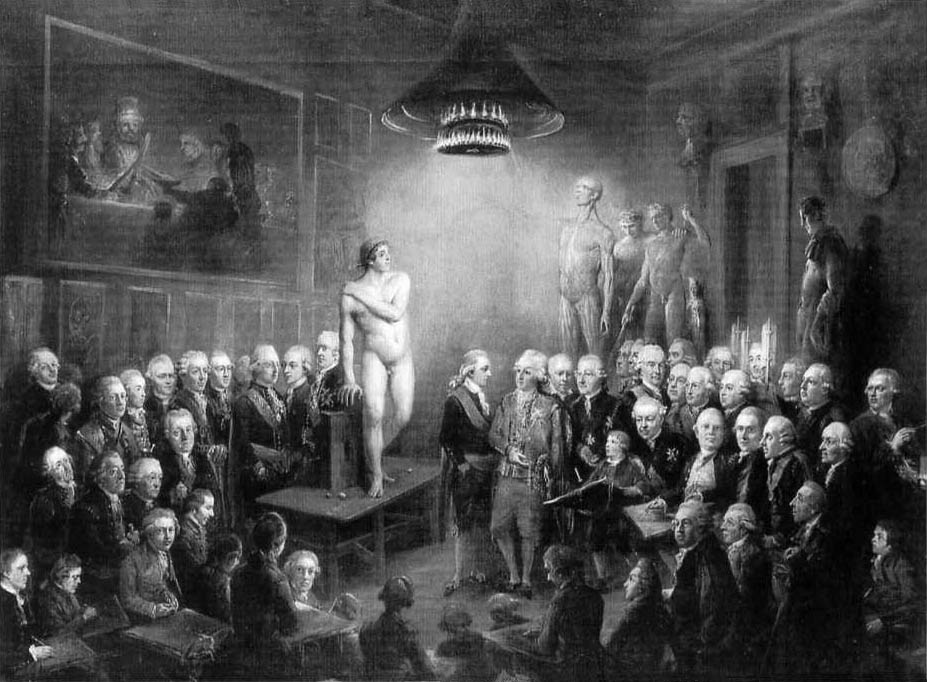
Visita de Gustau III a l'Acadèmia, 1780 (Martin)
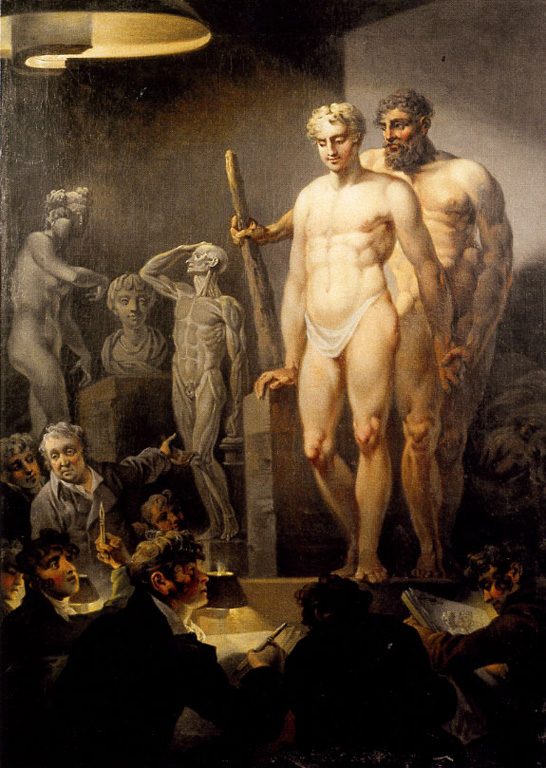
Classe cap a 1824 (Lorentzen)
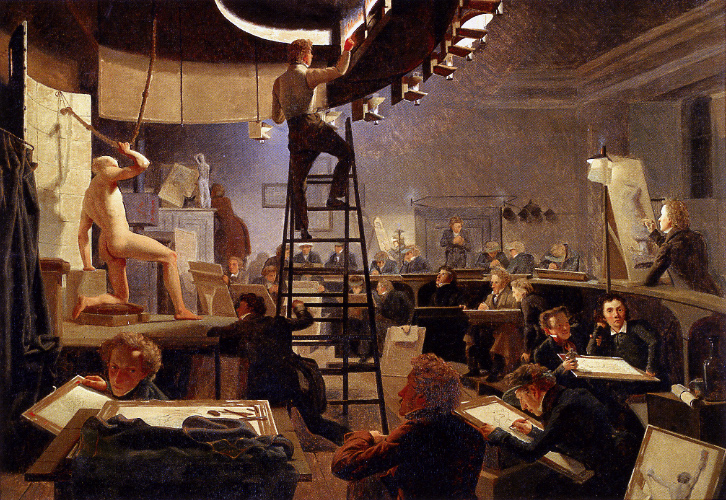
Classe el 1826 (Bendz)
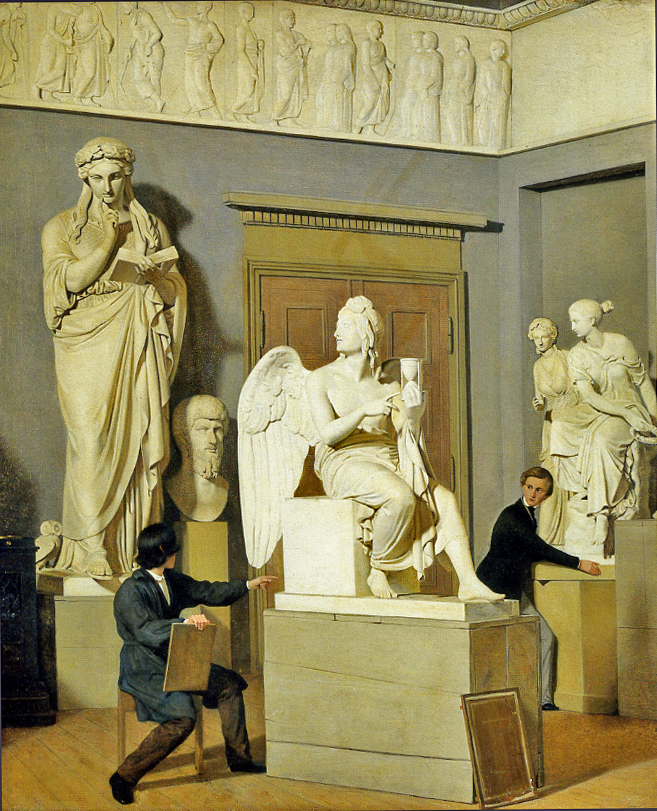
Col·lecció, 1843 (Exner)
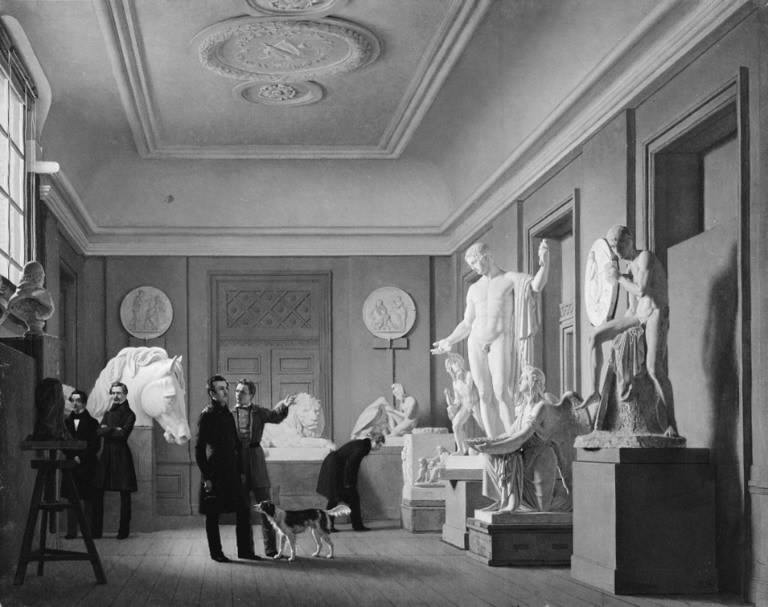
Estudi de Thorvaldsen pintat per Johan Vilhelm Gertner (1836)